# Jenny Berggren
Jenny Cecilia Berggren (ur. 19 maja 1972 roku w Göteborgu) – wokalistka zespołu muzycznego Ace of Base, grającego muzykę pop i dance. Oprócz niej w skład kwartetu z Göteborga wchodzili: jej siostra Malin Linn Berggren, jej brat Jonas Berggren oraz ich przyjaciel Ulf Ekberg.

## Dzieciństwo i młodość
Jenny jest najmłodszym dzieckiem Gorana i Birgitty Berggren. Jej ojciec był z zawodu inżynierem, a matka profesorem uniwersyteckim. Swoją karierę wokalną zaczęła w chórze kościelnym. Wraz ze starszą siostrą Linn uczyła się także gry na skrzypcach. Pod koniec lat osiemdziesiątych powstała grupa Tech Noir, w której skład weszła Jenny, jej siostra, brat i kilku znajomych. Formacja ta w 1990 roku przekształciła się w Ace of Base, które istnieje do dziś. Jenny rozpoczęła także studia pedagogiczne na uniwersytecie. Musiała z nich zrezygnować z powodu ogromnej popularności Ace of Base.

## Rola w zespole
Początkowo jej rola w zespole była niewielka. Ograniczała się głównie do chórków. Nie możemy jej usłyszeć w takich hitach jak "All That She Wants" czy "Happy Nation", które śpiewa Linn.
27 kwietnia 1994 roku Jenny i jej matka Birgitta zostały zaatakowane we własnym domu przez niezrównoważoną psychicznie niemiecką "fankę" Manuelę Behrendt. Jenny nie odniosła obrażeń, natomiast jej matka została zraniona w rękę. Decyzją sądu, sprawczyni zamachu do końca życia nie będzie mogła wjeżdżać na teren Szwecji oraz podróżować po tym kraju.
Na drugiej płycie zespołu, The Bridge Jenny przejęła prawie połowę wokalu i zaczęła odgrywać coraz ważniejszą rolę w zespole. Skomponowała na nią trzy utwory: "Wave wet sand",
"Experience pearls" oraz "Ravine" opowiadającą o ataku z 27 kwietnia. W 1996 roku, po słynnej ucieczce Linn Berggren z koncertu w Dżakarcie Jenny stała się główną wokalistką zespołu. Na płytach: Flowers (1998 rok), Singles of the 90's (1999 rok) oraz Da Capo (2002 rok) Jenny śpiewa główne partie, a głos Linn możemy usłyszeć niemal wyłącznie w chórkach.

## Kariera solowa
W 2010 piosenkarka wydała album My Story.

## Życie prywatne
18 września 2004 roku Jenny wyszła za mąż za swojego długoletniego narzeczonego – Jakob Petren. W roku 2005 urodziła syna, a w 2007 – córkę.